# ناحیه الرقیبه
ناحیه الرقیبه (به عربی: دائرة الرقیبة) یک ناحیه در الجزایر است که در استان الوادی واقع شده‌است.

## خصوصیات
ناحیه الرقیبه ۴۵٬۵۳۹ نفر جمعیت دارد.